# Uroš Lajovic
Uroš Lajovic, (Ljubljana, 4. srpnja 1944.), slovenski je dirigent, skladatelj i glazbeni pedagog.

## Životopis
Poslije završene klasične gimnazije u rodnome gradu, Uroš Lajovic je na Glazbenoj akademiji Sveučilišta u Ljubljani studirao kompoziciju u razredu prof. Matije Bravničara (diplomirao 1967.) i dirigiranje u razredu prof. Danila Švare (diplomirao 1969.). Nakon završenih studija u Ljubljani, svoje je glazbeno umijeće usavršavao na glazbenoj akademiji Mozarteum u Salzburgu kod Bruna Maderne (1969./1970.) i na Visokoj školi za glazbu i scenske umjetnosti u Beču (njem. Hochschule für Musik und darstellende Kunst Wien), gdje je u razredu slavnoga Hansa Swarowskog 1971. također diplomirao dirigiranje.
Orkestrom je prvi put ravnao 1965., a dirigentsku je karijeru poslije studija počeo najprije kao asistent dirigenta (1971. – 1978.) i zatim kao stalni dirigent Slovenske filharmonije (1978. – 1991.). U razdoblju od 1974. do 1976. bio je šef dirigent Komornog orkestra RTV Ljubljana, a istu je dužnost od 1979. do 1981. obnašao ravnajući Zagrebačkim simfoničarima RTZ. Godine 1988. utemeljuje i kao umjetnički ravnatelj sve do 2001. vodi Komorni ansambl Slovenicum.
Od 2001. do 2006. bio je šef dirigent Beogradske filharmonije, te je svojim znanjem i dirigentskim umijećem znatno unaprijedio umjetničke dosege i tog orkestra. Do danas je ravnao mnogim praizvedbama djela suvremenih skladatelja, a osim standardnoga koncertantnoga i simfonijskoga repertoara, ravnao je i izvedbama 90-ak opera. Nastupao je s najuglednijim orkestrima bivše Jugoslavije te gostovao diljem Europe, u Rusiji, Turskoj, Sjedinjenim Američkim Državama, Kini, Tajvanu, Južnoj Koreji i Kolumbiji.
Deset je godina obnašao dužnost umjetničkoga savjetnika Simfonijskoga orkestra Mariborske filharmonije (1993. – 2003.), a u Klagenfurtu je dvije godine bio umjetnički ravnatelj festivala Klassik bei Hermagoras (2000. – 2002.). U koncertnoj sezoni 2010./2011. bio je i umjetnički savjetnik Zagrebačke filharmonije.
Pored uspješne dirigentske karijere, Uroš Lajovic je održavao i majstorske tečajeve za mlade dirigente (primjerice u Stockholmu, Vilniusu, Constanți, Šangaju, Hong Kongu, Dubrovniku i Brașovu) te predavao na Odsjeku za muzikologiju Filozofskoga fakulteta u Ljubljani (1984. – 1988.) i glazbenim akademijama u Beču i Zagrebu: na bečkoj Visokoj školi za glazbu i scenske umjetnosti (njem. Hochschule für Musik und darstellende Kunst Wien; današnji Universität für Musik und darstellende Kunst Wien) bio je profesor dirigiranja od 1989. do 2012. (gostujući profesor od 1989. do 1991., redovni profesor od 1991. do 2012. i professor emeritus od 2013.), a u razdoblju od 2009. do 2014. dirigiranje je predavao i na zagrebačkoj Muzičkoj akademiji.

## Nagrade i priznanja
- 1967. – studentska nagrada »France Prešeren« (kao skladatelju)
- 1969. – studentska nagrada »France Prešeren« (kao dirigentu)
- 1971. – nagrada Abgangspreis bečke Visoke škole za glazbu i scenske umjetnosti
- 1976. – 2. nagrada na Međunarodnom natjecanju dirigenata »Guido Cantelli« u Milanu
- 1981. – Prešernova nagrada za izvedbu 1. simfonije Gustava Mahlera[14]
- 2006. – medalja »Beli anđeo« Srbije i Crne Gore za iznimna umjetnička postignuća[15]
- 2008. – Plaketa glavnega mesta Ljubljane (hrv. Plaketa glavnoga grada Ljubljane)[16]
- 2013. – Počasni križ za znanost i umjetnost Republike Austrije (njem. Österreichisches Ehrenkreuz für Wissenschaft und Kunst)

## Vanjske poveznice
- Uroš Lajovic – službene stranice (slov.) (engl.) (njem.) (šp.)
- matica.hr / Vijenac – Miljenko Jelača: »Koncertima stavljamo duše u red«  Arhivirana inačica izvorne stranice od 11. veljače 2015. (Wayback Machine) (razgovor)
- Radiosarajevo.ba – Vesna Andree Zaimović: »Uroš Lajovic: 40 godina, 94 orkestra, 300 studenata, 1340 koncerata...«  Arhivirana inačica izvorne stranice od 11. veljače 2015. (Wayback Machine) (boš.) (razgovor)
- Discogs.com – Uroš Lajovic (diskografija)
- YouTube – Uroš Lajovic (službeni kanal)